# CandyRat Records
CandyRat Records (ou CANDyRAT) est un label indépendant américain siégeant à Menomonee Falls, dans le Wisconsin.
Il fait signer des artistes guitaristes (folk, arpège ou de percussive) comme Andy McKee, Don Ross et Antoine Dufour, mais également de blues, jazz et de rock même.

## Artistes
CandyRat a notamment fait signer:
Luca Stricagnoli
| - Andrew White - Andy McKee - Antoine Dufour - Brendan Power - Brooke Miller - Craig D'Andrea - Dean Magraw - Don Ross - Erick Turnbull - Ewan Dobson | - Gareth Pearson - Gregory Hoskins - Guitar Republic - Hunter van Larkins - Jimmy Wahlsteen - Justin Taylor - Kelly Valleau - Mark Minelli - Matthew Santos - Nicholas Barron - Peter Ciluzzi - Pino Forastiere | - The Reign of Kindo - Ray Montford Group - Ryan Spendlove - Sebastien Cloutier - Sergio Altamura - Stefano Barone - Steffen Schackinger - Tommy Gauthier |